# Asynapta canadensis
Asynapta canadensis är en tvåvingeart som beskrevs av Ephraim Porter Felt 1908. Asynapta canadensis ingår i släktet Asynapta och familjen gallmyggor. Inga underarter finns listade i Catalogue of Life.